# Manfredo Da Passano
Il marchese Manfredo Da Passano (Genova, 15 settembre 1846 – Firenze, 22 febbraio 1922) è stato un pubblicista italiano.

## Biografia
Manfredo Da Passano nasce a Genova, secondogenito dei tre figli del marchese Giovanni Angelo e della marchesa Maria Maddalena Durazzo.  Entrambe le famiglie erano caratterizzate da una rigida fede cattolica e fedeltà alla Santa Sede.
A cinque anni Manfredo perde il padre che gli lascia un solido patrimonio fondiario. A Genova trascorre gli anni della gioventù e degli studi giuridici laureandosi giovanissimo nel 1865.
L'ingresso di Manfredo Da Passano nella pubblicistica italiana era già avvenuto nel 1863, anno in cui, appena diciassettenne, entra nella redazione degli Annali Cattolici (nati a Genova in quell'anno sotto la direzione del marchese Paris Maria Salvago) dedicandosi a studi sul movimento cattolico liberale francese.
Nel 1870 sposa la baronessa Teresa Roggeri dalla quale avrà sette figli, tre dei quali morti prematuramente (Alberto, nato nel 1884, erediterà il titolo di marchese che Manfredo si vede riconoscere nel 1907 insieme a quello di Patrizio genovese, trasmesso al più giovane Marcello, nato nel 1888).
Dopo il matrimonio trasferisce la sua residenza a San Venerio, allora borgo e oggi quartiere della Spezia, continuando da qui la sua attività di pubblicista.
Nel 1866 gli Annali Cattolici cessano le pubblicazioni, sostituiti dalla Rivista Universale: Da Passano è nominato condirettore del periodico (dal 1866 al 1877). 

Dal 1879 la Rivista continua le pubblicazioni con la testata Rassegna Nazionale: Da Passano è nominato direttore e rimane alla guida del periodico per 43 anni, fino alla sua morte nel 1922.

Queste riviste hanno ospitato un ampio dibattito, testimoniato sia dalle numerose corrispondenze di importanti personaggi dell'epoca che dal livello degli articoli pubblicati. Si sottolineava l'urgenza della partecipazione attiva dei cattolici nella vita culturale, sociale e politica italiana a cominciare dagli anni successivi alla proclamazione dell'Unità d'Italia e dalla connessa questione di Roma capitale.
Nel 1881 è insignito del titolo di cavaliere dell’Ordine della Corona d'Italia.
Candidatosi in diverse tornate elettorali diviene consigliere provinciale nel 1886 e nel 1889 a Genova e nel 1902 a La Spezia.
Esplica il suo impegno nella società civile ligure e, più in generale, in quella nazionale allargandosi a vari ambiti e cariche rivestendo un ruolo importante nei vari settori dell’associazionismo operaio cattolico e della vita culturale. 

Particolare attenzione dedica al settore scolastico in qualità di commissario governativo nella giunta di vigilanza dell'Istituto tecnico di La Spezia.

Altre cariche ricopre in campo economico come consigliere o sindaco di numerose società e compagnie industriali, assicurative, edili e creditizie fra gli ultimi decenni dell’Ottocento e i primi del Novecento.
Alla sua morte, Manfredo Da Passano lascia, nella sua residenza spezzina, un ricchissimo archivio di scritti e l'epistolario delle relazioni intrattenute con varie personalità della cultura italiana ed i numerosi collaboratori delle riviste.